# Баззердс-Бей (Массачусетс)
Баззердс-Бей (англ. Buzzards Bay) — переписна місцевість (CDP) в США, в окрузі Барнстебел штату Массачусетс. Населення — 4279 осіб (2020).

## Географія
Баззердс-Бей розташований за координатами 41°45′18″ пн. ш. 70°36′58″ зх. д. / 41.75500° пн. ш. 70.61611° зх. д. (41.754950, -70.616158).  За даними Бюро перепису населення США в 2010 році переписна місцевість мала площу 7,60 км², з яких 4,96 км² — суходіл та 2,64 км² — водойми.

## Демографія
Згідно з переписом 2010 року, у переписній місцевості мешкало 3859 осіб у 1228 домогосподарствах у складі 714 родин. Густота населення становила 508 осіб/км².  Було 1659 помешкань (218/км²).
Расовий склад населення:
| - 94,3 % — білих - 1,1 % — азіатів - 1,0 % — чорних або афроамериканців - 0,5 % — корінних американців - 1,0 % — осіб інших рас |

До двох чи більше рас належало 2,0 %. Частка іспаномовних становила 1,4 % від усіх жителів.
За віковим діапазоном населення розподілялося таким чином: 13,1 % — особи молодші 18 років, 71,7 % — особи у віці 18—64 років, 15,2 % — особи у віці 65 років та старші. Медіана віку мешканця становила 31,1 року. На 100 осіб жіночої статі у переписній місцевості припадало 145,6 чоловіків;  на 100 жінок у віці від 18 років та старших — 153,7 чоловіків також старших 18 років.
Середній дохід на одне домашнє господарство  становив 72 718 доларів США (медіана — 60 694), а середній дохід на одну сім'ю — 92 577 доларів (медіана — 83 603). Медіана доходів становила 50 643 долари для чоловіків та 55 000 доларів для жінок. За межею бідності перебувало 5,6 % осіб, у тому числі 6,5 % дітей у віці до 18 років та 7,9 % осіб у віці 65 років та старших.
Цивільне працевлаштоване населення становило 1543 особи. Основні галузі зайнятості: освіта, охорона здоров'я та соціальна допомога — 28,0 %, роздрібна торгівля — 11,5 %, публічна адміністрація — 10,4 %, мистецтво, розваги та відпочинок — 10,4 %.